# Croix de cimetière de Saint-Pey-d'Armens
La croix de cimetière de Saint-Pey-d'Armens est une croix hosannière située au centre du cimetière de Saint-Pey-d'Armens dans la Gironde.

## Historique
C'est à partir du XVe siècle qu'apparaissent les croix de cimetière. Lorsqu'elles sont placées au centre d'un cimetière on dit qu'elles sont des croix hosannières (on y chante la prière Hosanna lors de la bénédiction des rameaux). Le plus souvent elles sont construites par des maîtres maçons plutôt que de réels sculpteurs. Elles correspondent à des dons de riches seigneurs. Les croix de cimetière mettaient en lumière le saint patron de la paroisse, puisqu'une représentation de ce saint occupait habituellement un des côtés de la croix sommitale.
La croix de Saint-Pey-d'Armens date du XVIe siècle. Elle est décrite par Léo Drouyn :
- Cette croix, d'une rare élégance, appartient au commencement de la Renaissance. Elle s'élève sur un palier formé de quatre marches ; sa base est carrée, et chacun des angles est flanqué de colonnettes cannelées, qui s'appuient sur la plinthe et soutiennent la corniche.
Quatre pupitres, dans le genre de celui de Sadirac, s'appuient sur le socle. Contre le fût arrondi s'appliquent quatre pilastres carrés entre lesquels sont deux étages de niches qui ont encore conservé l'ornementation ogivale.
Les statuettes qu'elles recouvrent représentent, pour l'étage inférieur, à l'est : saint Paul avec l'épée ; au nord, saint Pierre et ses clés ; à l'ouest, saint Jean bénissant la coupe empoisonnée ; au sud, saint Jacques et son bourdon. 
Au second étage on voit : un évêque, au sud , puis trois statuettes si frustes , qu'il m'a été impossible de les reconnaître ; l'une d'elles est armée d'une épée et une tête coupée est à ses pieds.
Au-dessus de ces figures, sont encore des sculptures tellement mutilées qu'on ne peut les distingue.
La croix proprement dite est moderne. La hauteur totale est d'environ 4 mètres.

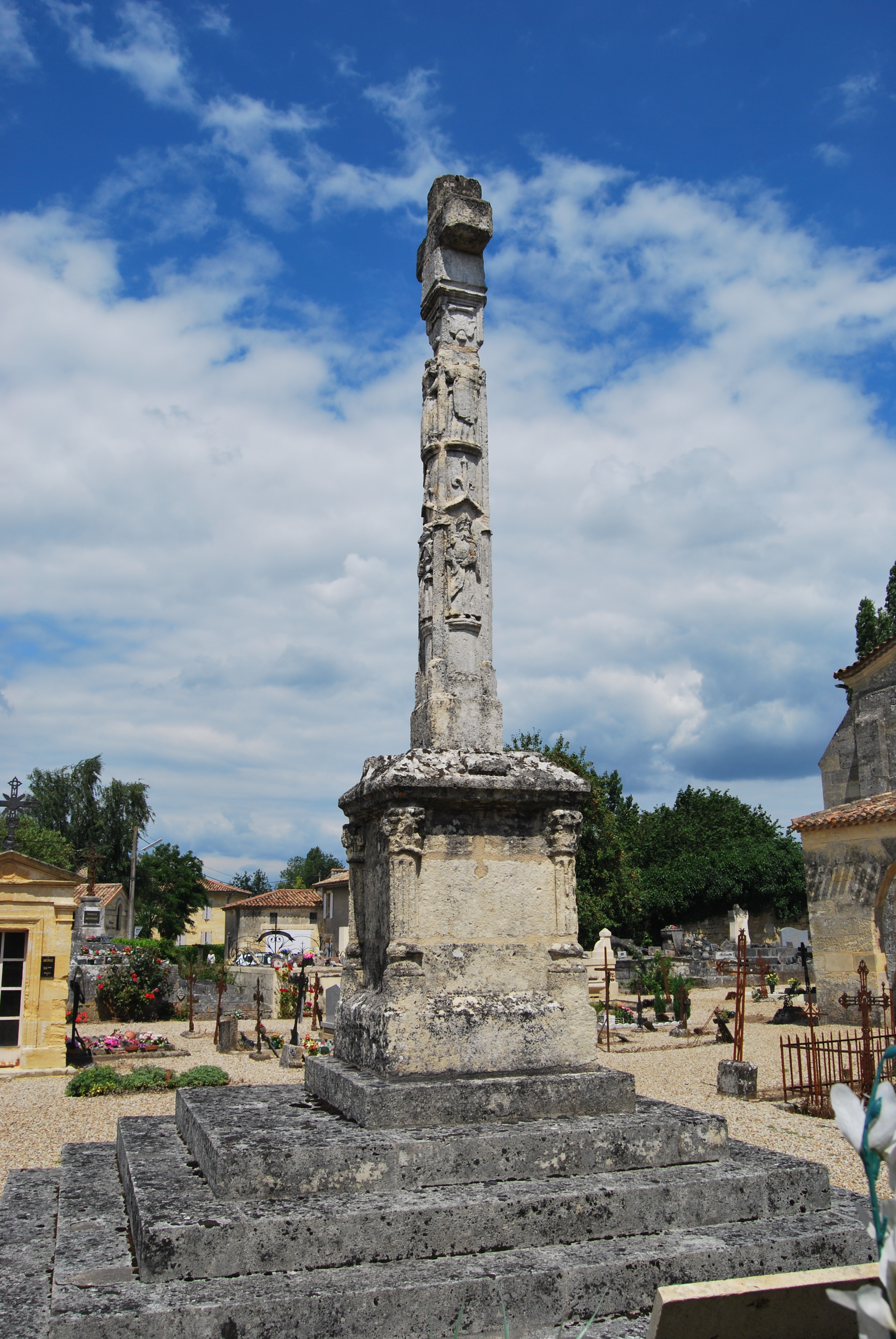
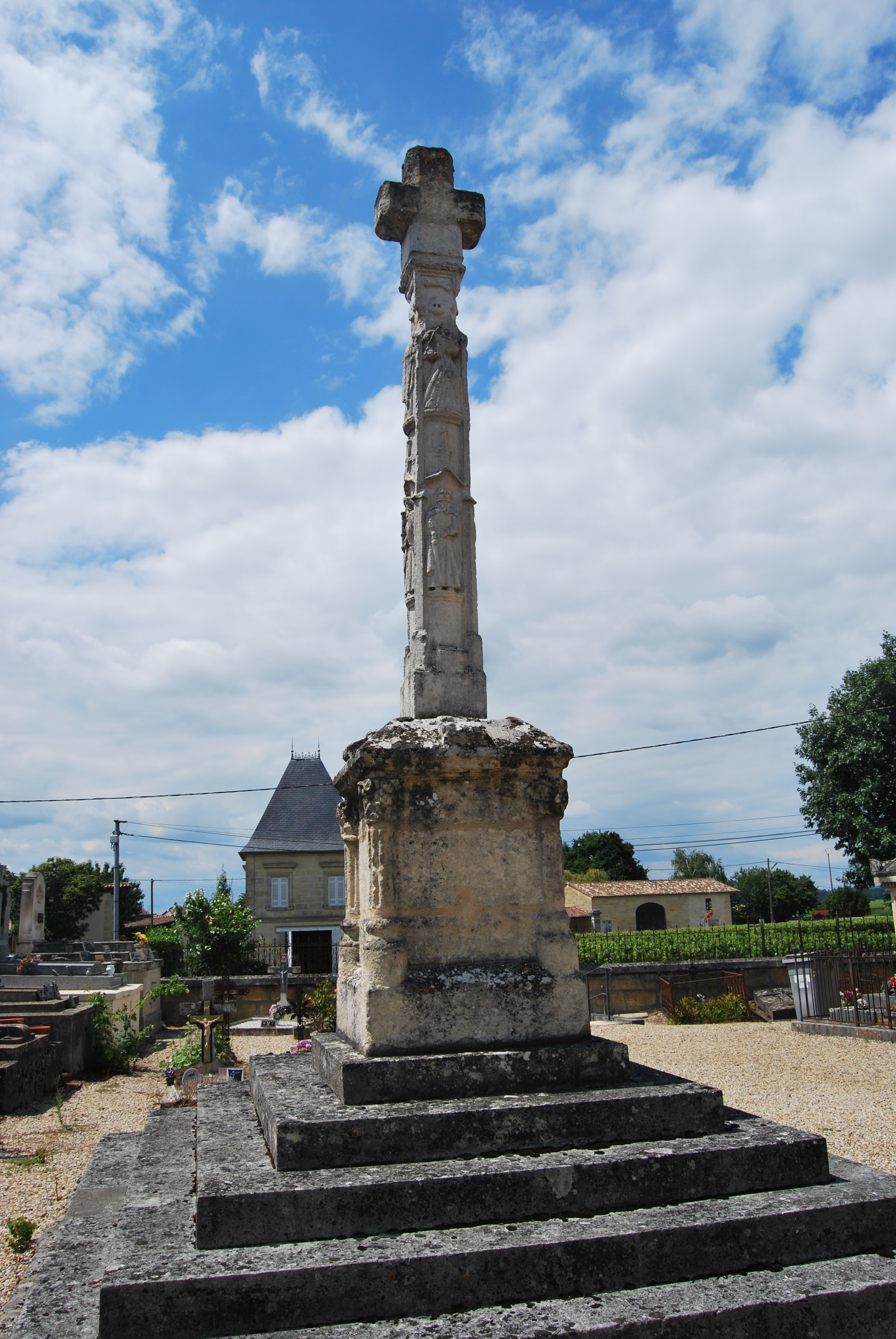
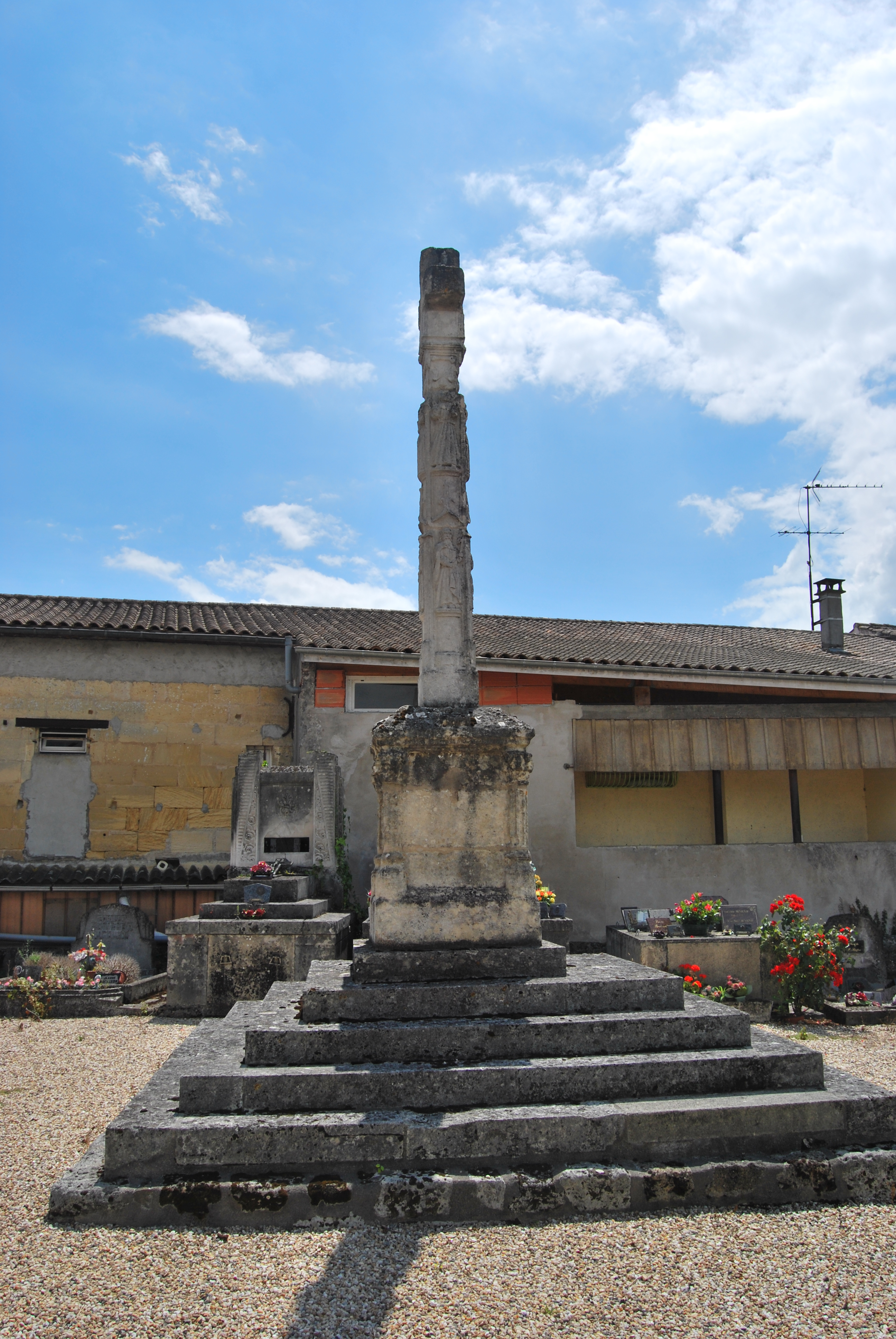

La croix fait l’objet d’un classement au titre des monuments historiques depuis le 20 décembre 1907.